# 赤間剛
赤間　剛（あかま　ごう、1945年〈昭和20年〉 - ）は、日本の著作家、ジャーナリスト。

## 概要
1945年山口県下関市生まれ。1968年中央大学法学部卒業。以降読売新聞社記者、週刊誌記者を経て、1973年よりフリージャーナリストとなる。
現在、政治・宗教を中心とした、おもに陰謀論関係の著作、評論を執筆する。 

## 著書
- 『ヒトラーの世界―ナチズムの思想的核心とはなにか』（三一新書 ISBN 4-38-077009-5）1977年
- フリーメーソンの秘密 世界最大の結社の真実 三一書房　1983年
- 神々の陰謀I・II・III 時の経済社 1984年、1985年
- フリーメーソンとは何か 三一新書1038　三一書房　1992年
- ユダヤ・キリスト教の陰謀 激変する世界の深層を抉る 徳間書店　1992年
- ユダヤ・フリーメーソン最終黙示録 雷韻出版　2001年